# Heinrich Theelen
Heinrich Peter Theelen, más conocido como Enrique Theelen (n. Rheydt, Nordrhein-Westfalen, Alemania; 17 de abril de 1917 - † Colonia, Nordrhein-Westfalen, Alemania; 16 de enero de 1973) fue un ex marino y futbolista alemán, tripulante del acorazado alemán Graf Spee hundido en el Río de la Plata. En 1940 jugó dos partidos para Unión de Santa Fe.

## Biografía
Theelen nació en la ciudad de Rheydt (hoy Mönchengladbach) en el Imperio Alemán, que actualmente es Alemania. De joven jugó en las divisiones inferiores del club Borussia Mönchengladbach de su ciudad. 
En 1936 fue cabo de señales en el Admiral Graf Spee que prestó servicio como buque insignia hasta 1938, llevando a cabo tareas de control marino internacional en las costas españolas durante la guerra civil española.
En 1939 su misión fue actuar como corsario en el Océano Atlántico Sur. En la víspera del 13 de diciembre de 1939, el Graf Spee se proponía cortar la ruta de los buques comerciales que alcanzaban Buenos Aires y Montevideo, pero esta vez encontró una resistencia más dura. Después de haber luchado largo tiempo, el capitán tomó la decisión de hundir el acorazado Admiral Graf Spee, con el fin de que no caiga en manos del enemigo. La tripulación del acorazado, de más de 1000 marineros, se alojó en Buenos Aires y, pocos días después, se fueron ubicando en distintas provincias del país.
El 29 de marzo de 1940 llegaron a la Estación de Trenes de Santa Fe 200 alemanes, entre los que se encontraba Theelen, quien ni bien consiguió alojamiento no perdió el tiempo e inmediatamente fue a probar suerte como futbolista en Unión de Santa Fe, teniendo en cuenta su paso por las divisiones menores del Borussia Mönchengladbach. Los dirigentes santefesinos estaban gestionando la afiliación a la Asociación del Fútbol Argentino y decidieron darle una chance.
El 31 de marzo, Theelen (quien desde su arribo a Santa Fe pasó a llamarse Enrique luego de que se castellanizó su nombre) debutó ni más ni menos que en un amistoso ante River Plate, disputado en el Estadio 15 de Abril. Ese día, los "Tatengues" perdieron por 3:1, pero con una buena actuación de Theelen.
El 28 de abril de 1940 Unión disputó su primer partido oficial, apenas cuatro días después de que la AFA aceptara su afiliación. Fue por la primera fecha del torneo de Segunda División (actualmente Primera B Nacional) de ese año. El delantero de ese equipo fue Theelen, que se había ganado un lugar. A los 23' del primer tiempo, el "Tate" convirtió su primer gol en los torneos oficiales de AFA: 

“Theelen, que había recibido el balón de Ulla, se adelantó y cedió en forma excelente a Ulrich, quien luego de eludir a un rival tiró al arco decretando de esa manera la primera caída de la valla visitante”
Diario El Orden, 29 de abril de 1940

Theelen también habilitó a Gervé para el definitivo 4:2, a los 32 del segundo tiempo.
Pero su continuidad en el equipo se vio truncada por una lesión. Unión debía enfrentar a Almagro, en José Ingenieros, por la segunda fecha, pero Theelen no pudo formar parte del plantel.

"El centre forward alemán resultó lesionado de bastante consideración durante un encuentro de práctica que se disputó en el field de Unión, razón por la cual no pudo integrar el equipo que jugó ante Almagro. La lesión empeoraba, formándosele un absceso en la pierna. Las autoridades Rojiblancas, por prescripción médica, resolvieron internarlo en el Hospital de Caridad, pabellón 6, pieza 5, donde quedará hasta completar su recuperación"
Diario El Litoral

.
Theelen ya no volvió a jugar en Unión ni tampoco de manera oficial en ninguna otra institución de la Argentina. El motivo no está claro, aunque la lesión pudo haber sido un factor determinante. Aunque una de las hipótesis que se manejan es que le costaba comunicarse con sus compañeros de equipo.
El 2 de junio de 1945 se casó con Carmen Iglesia, de 27 años, con el que tuvo un hijo llamado Enrique, que actualmente vive en Rosario.
En 1945, terminó la guerra. Él quiso volver a Alemania para buscar a su familia y se fue a fines de ese año, cuando su esposa ya estaba embarazada. Quería volver para ver a su hijo pero no tenía cómo hacerlo, por lo que recién pudo regresar al país después de un tiempo, con plata que juntaron entre las dos familias.
Mientras vivió en Santa Fe, Theelen tuvo un taller de chapa y pintura en Obispo Gelabert casi Rivadavia. Trabajó en Industrias Kaiser, Fiat y Peugeot y estuvo en Chaco, Córdoba, Jujuy y Buenos Aires. En 1960 decidió volver a Alemania, donde trabajó en Ford. 
Falleció el 16 de enero de 1973, en la ciudad de Colonia, Alemania.

## Clubes
| Club              | País      | Año  |
| ----------------- | --------- | ---- |
| Unión de Santa Fe | Argentina | 1940 |